# Маркизат Гибралтар
Маркизат Гибралтар (исп. Marquisate of Gibraltar) — феодальное владение в составе Кастилии. Принадлежал дому Медина-Сидония.

## История
Маркизат был учреждён 30 сентября 1478 году королевой Изабеллой I в награду Энрике де Гусману, герцогу Медина-Сидония. Права на Гибралтар и окрестности были признаны за герцогами Медина-Сидония после смерти короля Энрике IV, предшественника Изабеллы на троне. Среди сильных противников на юге Пиренейского полуострова были Медина-Сидония и Понсе де Леон. Для Понсе де Леон Энрике IV в 1471 году учредил маркизат Кадис в награду за помощь в захвате Гибралтара в 1462 году, а Изабелла, чтобы уравнять статус герцогов Медина-Сидония, присвоила Энрике де Гусману титул маркиза Гибралтара.
После смерти герцога в 1492 году католические короли с неохотой признали титул за Хуаном Альфонсо Пересом де Гусманом. Однако стратегическое значение Гибралтара стало слишком важным для монархии, и в 1501 году Фердинанд II обратился к герцогу с просьбой возвратить город и прилегающие земли во владения короны. Герцог подчинился, и 22 декабря 1501 года Изабелла издала декрет, объявлявший город собственностью короны. На этом история маркизата Гибралтар закончилась.